# Schatzmeister
Der Schatzmeister (auch Kassenführer, Kassier oder Kassenwart) ist eine Funktion in Personenvereinigungen, welche die Verwaltung von Finanzen und Kassen übernimmt. In der Schweiz wird er Quästor genannt.

## Allgemeines
Die Finanzen (Staatsfinanzen, öffentliche Finanzen, Unternehmensfinanzierung, private Finanzplanung für das Privatvermögen) sind für die Existenz von Personenvereinigungen von essentieller Bedeutung, so dass es sinnvoll ist, diesen Sektor in der Aufbauorganisation mit einer gesonderten Organisationseinheit zu berücksichtigen. Als betriebliche Funktion ist die Finanzierung vorgesehen, die durch das Finanzmanagement in Großunternehmen übernommen wird. In Kleinunternehmen oder Vereinen übt diese Funktion der Schatzmeister aus. Hier wird zusätzlich die Kassenführung häufig durch Kassenprüfer geprüft.
Gerhard Wahrig definierte den Schatzmeister als Verwalter des Staatsschatzes oder Kassenverwalter.

## Geschichte
Die griechischen Götter verfügten über Schatzmeister, so etwa der „Schatzmeister der heiligen Sachen der Athene“, bekannt seit der Schlacht von Salamis im Jahre 480 vor Christus. Es gab auch die vom Volk gewählten Schatzmeister für die öffentlichen Einkünfte. Die Schatzmeister (lateinisch quaestores) waren auch bei den Römern bekannt. Die Quästur war das niedrigste Amt der Ämterlaufbahn im römischen Senat. Die bei ihr beschäftigten Quästoren waren die obersten Schatzmeister der Republik. Sie bekleideten ein Amt, welches die erste Stufe von bürgerlichen Dienstleistungen darstellte, die auf kommunaler (lateinisch quaestores urbani) oder militärischer Ebene (lateinisch consulares) angesiedelt waren. Sie zogen öffentliche Gelder (Tribut) ein, zahlten sie aus und hielten Rechenschaft hierüber. Als Vorsteher der Staatskasse (lateinisch aerarium populi Romani) hatten sie auch die Aufsicht über den öffentlichen Schatz (lateinisch aerarium), über die für heilig gehaltenen Standarten (lateinisch signa) und über das im Saturntempel untergebrachte Staatsarchiv (lateinisch custodia).
Das Kirchenrecht kannte den kirchlichen Schatzmeister (lateinisch praefectus thesauri), der den Kirchenschatz beaufsichtigte. Es wird berichtet, dass er auch mit der Eintreibung der Tribute befasst war.
In England betätigte sich der Schatzmeister (englisch treasurer oder lateinisch thesaurius) mit der Beaufsichtigung der Finanzen, der oberste Schatzmeister (englisch Chancellor of the Exchequer) überwachte die Staatsfinanzen. Er ist noch heute der Finanzminister (Schatzkanzler) in Großbritannien. Es gibt Hinweise, dass der um 1110 auftauchende Exchequer nach 1180 als eigenständige Einheit angesehen worden ist. Miles de Gloucester betätigte sich als Schatzmeister, Kämmerer und Reiserichter. Das Oberhaupt der Schatzkammer bzw. Staatskasse heißt Lord High Treasurer (deutsch Großschatzmeister), vor 1160 bis kurz vor seinem Tod (1198) durch Richard fitz Nigel ausgeübt. Der Lord High Treasurer fungiert als Oberhaupt des britischen HM Treasury. Dieses Schatzamt (englisch treasury) übernahm die entsprechende Funktion.
In Frankreich gab es eine andere sprachliche Entwicklung. Der Schatzmeister (französisch trésorier) leitete dort das Schatzamt (französisch trésorerie). So übernahm Jean Bourré (unter anderem Bauherr von Schloss Le Plessis-Bourré) das Amt des Trésorier für den von König Ludwig XI. im August 1469 gestifteten Michaelsorden (französisch Ordre de Saint-Michel), wird später „Général des finances et Premier trésorier de France“ und schließlich „Premier président de la Chambre des Comptes“ (deutsch Erster Präsident der Rechnungskammer). Das Wort Schatzmeister tauchte in Deutschland ersichtlich erstmals im Jahre 1427 auf. Die Rentmeister leiteten im Spätmittelalter in Deutschland das Rentamt, die Behörde der landesherrlichen oder kirchlichen Finanzverwaltung. Als oberster Finanzbeamter der Regierung und des Rentamts fungierte der Rentmeister. Er verwaltete, unterstützt vom Rentschreiber, das Rentmeisteramt und in Personalunion auch das Landschreiberamt. Sprachlich tauchte das Grundwort „Meister“ in Komposita stets in der Bedeutung als Leiter oder Vorgesetzter auf wie auch in Kellermeister oder Säckelmeister. Johann Heinrich Zedler definierte 1742 den Schatzmeister als jemand, der „dem kaiserlichen oder königlichen Schatze oder der Schatzkammer vorgesetzt (ist) und denselben verwaltet“.
In den USA wählte das Volk von New York State erstmals im November 1722 einen für die Staatsfinanzen zuständigen Beamten, tituliert als Schatzmeister (englisch treasurer). Im Juli 1775 wurde Michael Hillegas zum ersten Treasurer of the United States (deutsch Schatzmeister der Vereinigten Staaten) ernannt und mit der Verwaltung der staatlichen Finanzen betraut. Unter Kaiser Wilhelm I. gab es eine besondere mit einem Gericht verbundene Behörde für die Verwaltung des königlichen Einkommens, welche nach dem Muster der Schatzkammer der Normandie eingerichtet war; ein Schatzmeister (Treasurer) und andere Beamte übernahmen hierfür die Zuständigkeit.

## Arten und Aufgaben
Heute wird der Begriff Schatzmeister überwiegend lediglich noch für die entsprechende Funktion in Vereinen (politische Parteien, Sportvereine vor allem im Profisport) benutzt. Hier übernimmt der Schatzmeister die Verwaltung des Vereinsvermögens, das Inkasso der Mitgliedsbeiträge, den Zahlungsverkehr und führt die Buchhaltung nebst Rechnungswesen durch. Über seine Tätigkeit legt er gegenüber dem Vereinsvorstand in einem Rechenschaftsbericht („Kassenbericht“) Rechenschaft ab, für die eine Entlastung vorgesehen werden kann. 
In Unternehmen heißt der Schatzmeister „Treasurer“, zuständig für das gesamte Finanzwesen (Finanzmanagement), die Funktion heißt entsprechend Treasury. Die zugehörige Funktion im Vorstand ist der Chief Financial Officer (CFO). Manchmal versteht man in Unternehmen unter Treasury lediglich das Liquiditätsmanagement. Ausgehend von den Kreditinstituten hat sich dieses Treasury bei Nichtbanken als eine Organisationseinheit entwickelt, die zur Liquiditätssicherheit beitragen und einen Wertbeitrag der Zahlungsströme herbeiführen soll. Bei Gemeinden gibt es vergleichbar den Kämmerer, zuständig für die Kommunalfinanzen. Bei deutschen Bundes- und Landesbehörden, die Staatseinnahmen oder Staatsausgaben bewirtschaften, ist gemäß § 9 Bundeshaushaltsordnung (BHO) ein Beauftragter für den Haushalt (BfdH) zu bestellen, dessen Aufgaben denen eines Kämmerers entsprechen. Im Parteiengesetz wird der Schatzmeister zum Rechtsbegriff erhoben, denn er und der Parteivorsitzende dürfen gemäß § 11 Abs. 2 ParteienG zwecks Vermeidung eines Interessenkonflikts keine in einer der Partei nahestehenden politischen Stiftung vergleichbare Funktionen ausüben.
In der Schweiz ist die Bundestresorerie das dem Eidgenössischen Finanzdepartement unterstellte Schatzamt. Der Treasurer of the United States ist seit 1981 lediglich noch mit der Aufsicht über das Bureau of Engraving and Printing, die United States Mint und die United States Savings Bonds Division betraut.